# 蝎子草
蝎子草（学名：Girardinia suborbiculata）为荨麻科蝎子草属的植物。分布于朝鲜以及中国大陆的内蒙古、陕西、河南、吉林、河北、辽宁等地，生长于海拔50米至800米的地区，多生在林下沟边以及全宅旁荫湿处，目前尚未由人工引种栽培。

## 别名
蜂麻（河南）

## 异名
- Girardinia suborbiculata C. J. Chen ssp. grammata (C. J. Chen) C. J. Chen
- Girardinia suborbiculata C. J. Chen ssp. triloba (C. J. Chen) C. J. Chen